# Tallinns sjöflyghamn
Tallinns sjöflyghamn (estniska: Lennusadam) är en hamn i Tallinn, där ligger historiska fartyg och ett sjöfartsmuseum. Museet öppnade våren 2012 och utgör en del av Estlands sjöfartsmuseum. Museibyggnaden består av stålbetonghangarer, byggda år 1916–1917, ursprungligen som sjöflygplanshangarer. Hangarerna tillhörde då Peter den Stores sjöfästning.

## Museibyggnaden – historik

### Design och konstruktion
Kejserliga ryska flygvapnet beställde sjöflyghangarerna genom den danska konstruktören och byggnadsentreprenören Christiani & Nielsen, som började bygga dem under åren 1916-1917. Arbetets avbröts 1917, på grund av första världskriget. Hangarerna färdigställdes 1920 efter att Estland utropat sig självständig och tillhörde följaktligen den estländska försvarsmakten. 
Hangarerna byggdes av armerad betong och takkonstruktionen omfattar ett flertal kupoler. Högst upp var kupolarna endast åtta centimeter tjocka, längre ner femton centimeter. Hangarerna byggdes utan några stödpelare, vilket på tiden var en mycket ovanlig konstruktionslösning.

### Användning
Efter Sovjetunionens ockupation av Estland tog Sovjetunionen över hela anläggningen. Man placerade den sovjetiska flottans byggdetalj inne i hangarerna.

### Återställande och omvandling till ett museum
Det pågick en rättslig process om hangarernas ägande från och med Estlands självständighet fram till år 2006, då ägandet återgick till estländska myndigheter. Vid besiktningen av hangarerna konstaterades att de var i det närmaste fallfärdiga. Man satte igång hangarområdets restaurering, men det dröjde fram till maj månad 2010 innan arbetet tog fart på riktigt och man tog itu med själva hangarbyggnaden av betong. Arkitektfirman KOKO Architects ansvarade för planeringen. Arbetet utfördes av det estländska byggföretaget Nordecon AS. Originalritningarna hade förstörts vid en brand hos Christiani & Nielsen 1943.
Under ett och ett halvt år sysselsatte restaureringen ett hundratal personer. Den slutliga kostnaden på tretton miljoner euro var ungefär dubbelt så hög som prognosticerats. Sjuttio procent finansierades från Europeiska regionala utvecklingsfonden, medan estniska staten svarade för resterande trettio procent. Restaureringen blev klar i oktober 2011. Museet öppnade sommaren 2012.

## Museet och samlingarna
Sjöflygplanshangarerna upptar en yta på 8 000 kvadratmeter.  Utställningsföremål och attraktioner finns på tre olika nivåer – i luften och såväl över som under havsytan. Museet har också ubåts- och flygsimulatorer samt en bassäng med småbåtar där man kan åskåda fiskar med mera.
Museets huvudattraktion är ubåten Lembit från 1936, som estniska staten beställde från Storbritannien och som restaurerats till originalskick. Det finns också en gul ubåt, där man kan prova hur det känns att styra en ubåt, och en fullskalig replika av torpedflygplanet Short Type 184 från första världskriget. Inga bevarade kompletta exemplar av Short Type 184 finns kvar.
Vraket Maasilinn med träskrov härstammar från 1500-talet och seglade då mellan Ösel och det estniska fastlandet. Isbrytaren Suur Tõll från 1914 var ursprungligen under rysk flagg och hette Tsar Mihail Fjodorovitj, senare fick hon tillfälligt finsk flagg och hette då Wäinämöinen. Den kapades från ryssarna år 1918, nära Helsingfors. Finland lämnade  över fartyget till Estland år 1922, i enlighet med fredsfördraget i Dorpat.

## Bildgalleri

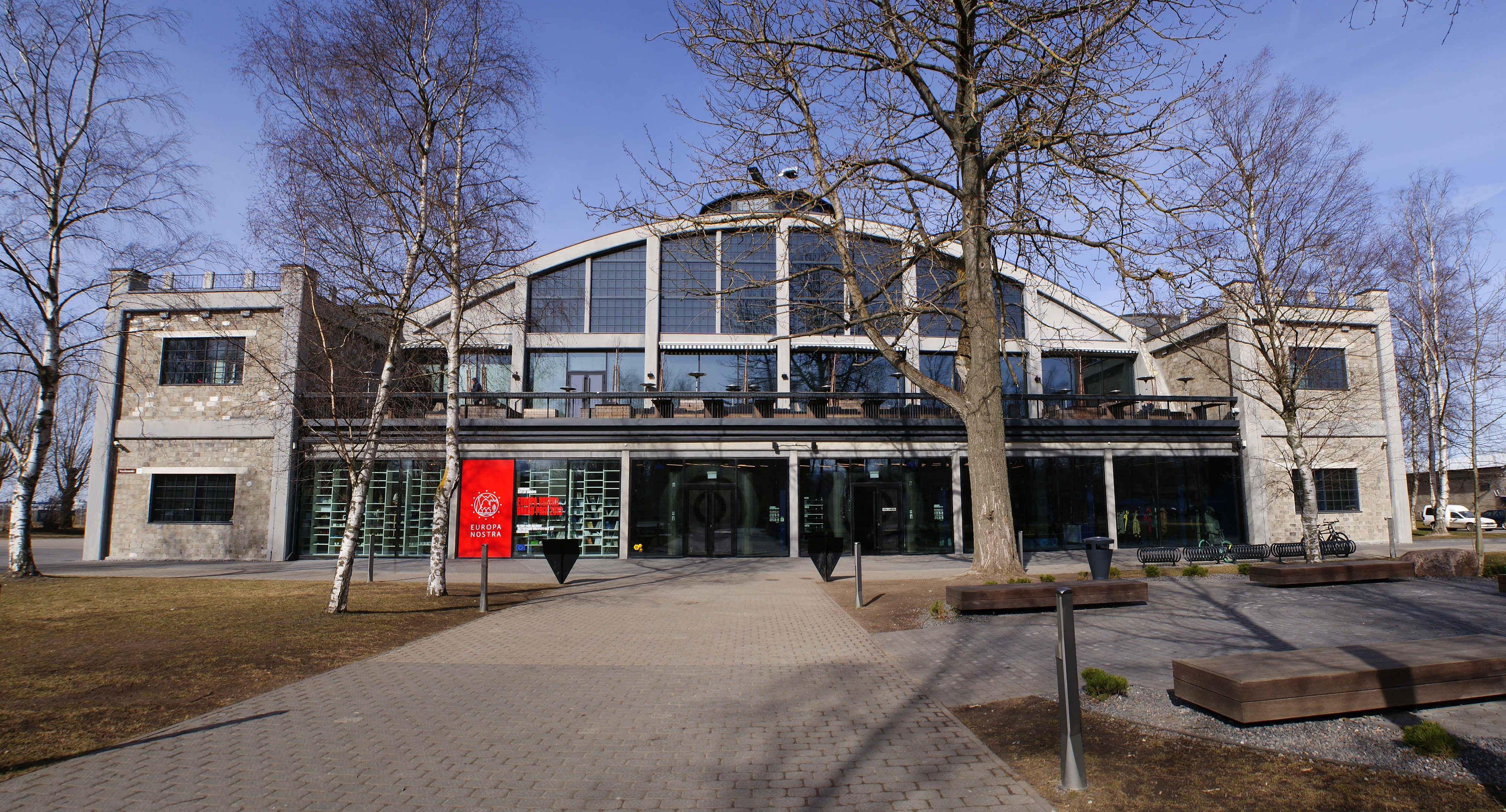
Entréen till museet
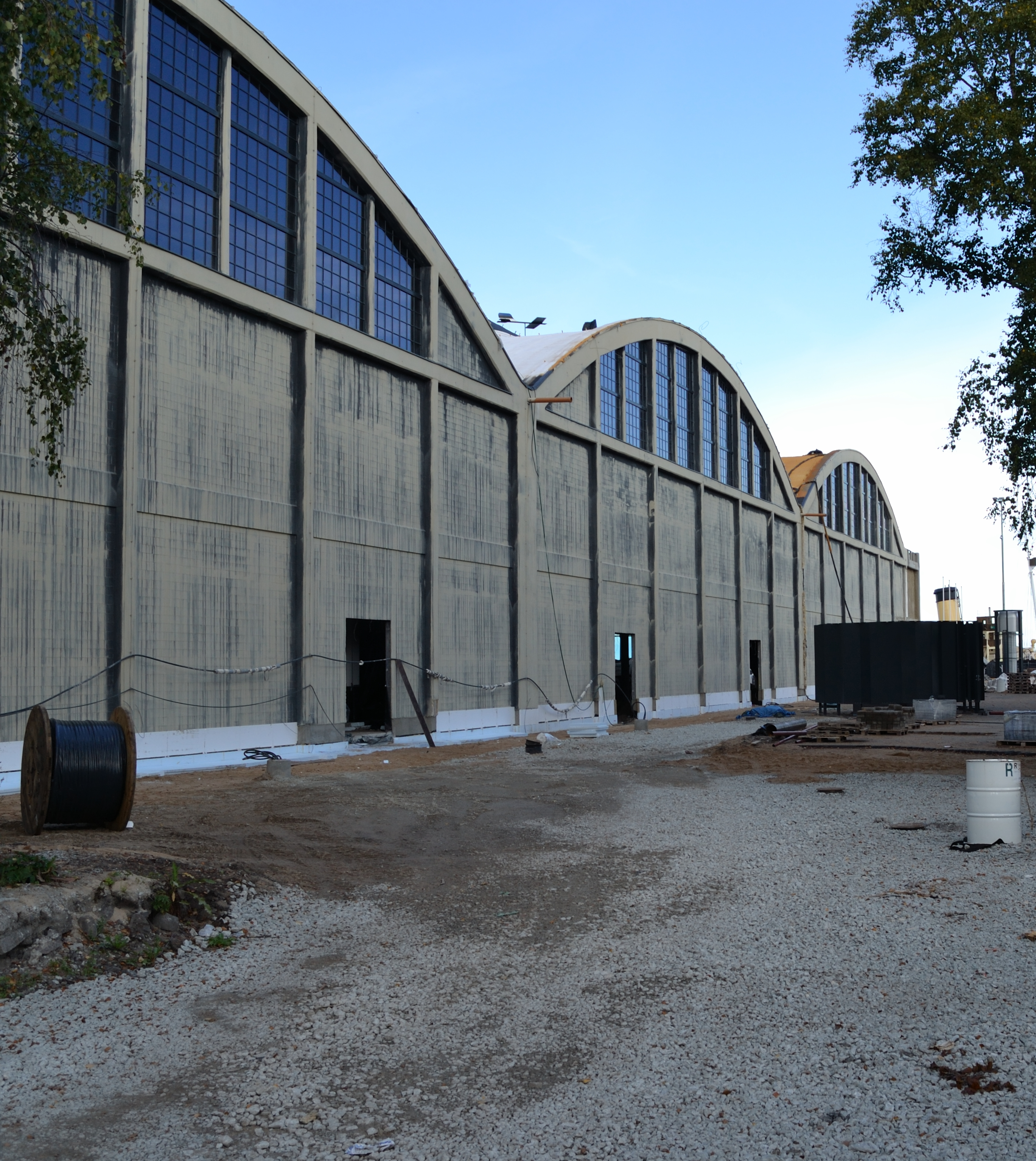
Sjöflyghamnens hangarer, 2011
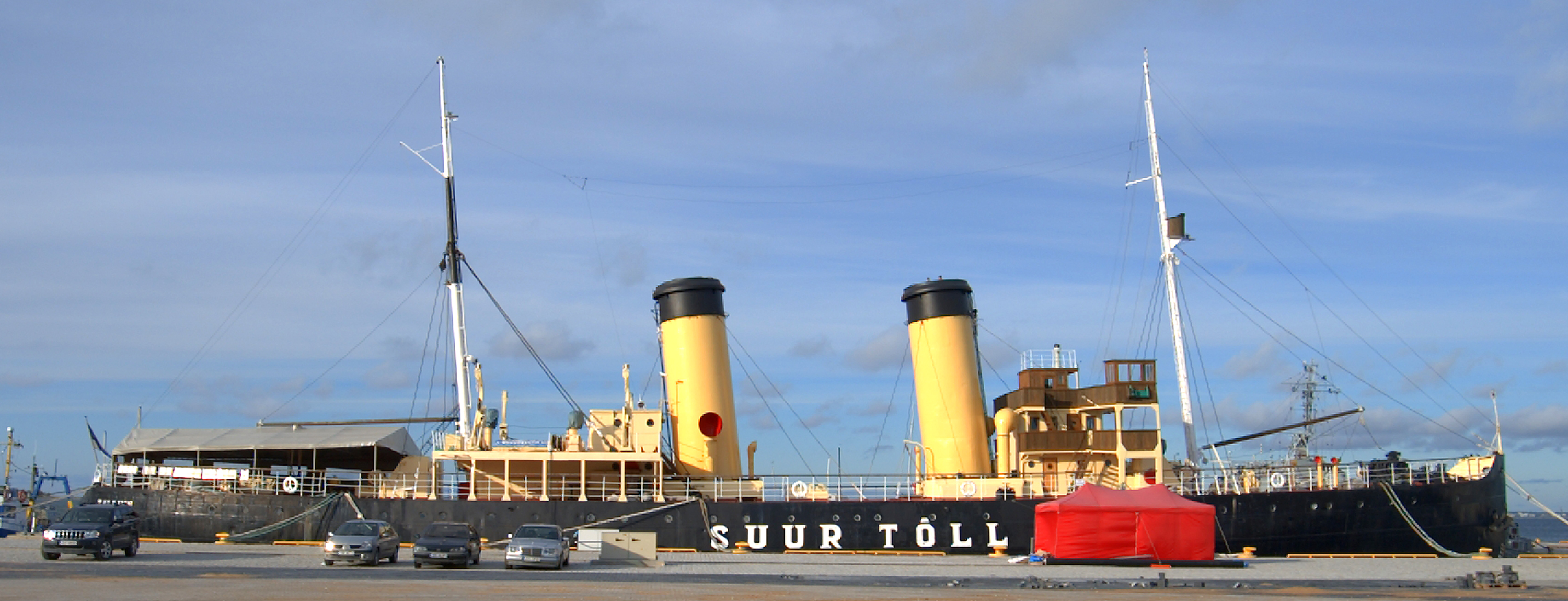
Isbrytaren Suur Tõll från 1914
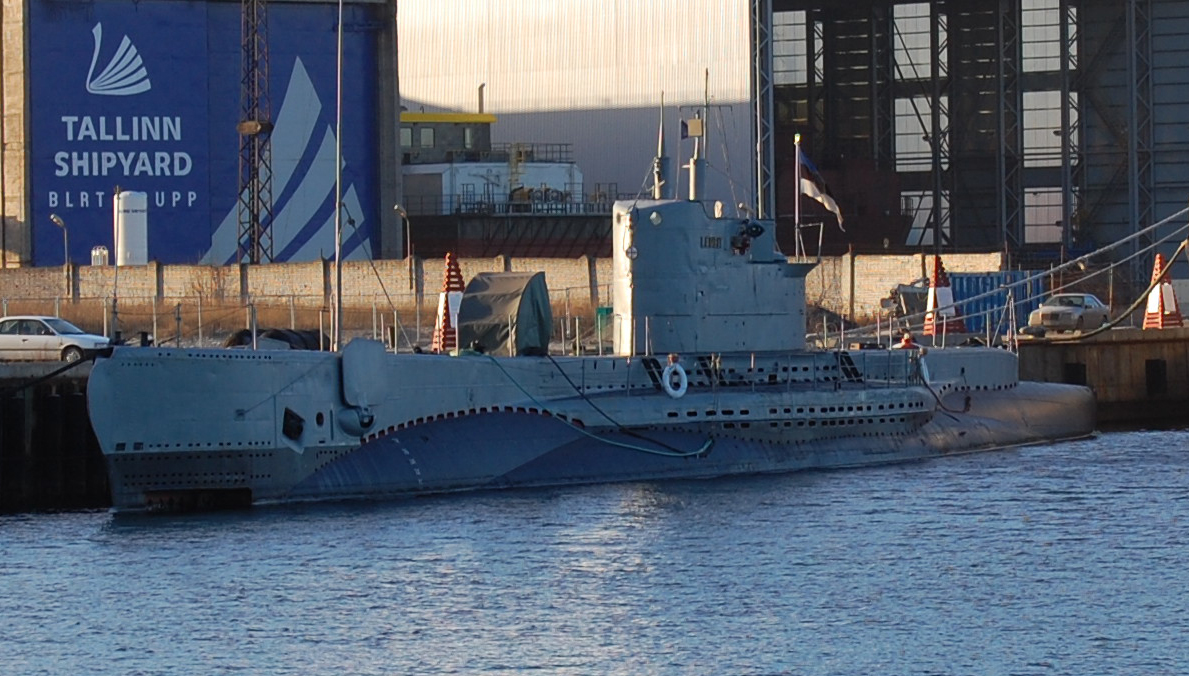
Ubåten Lembit från 1936
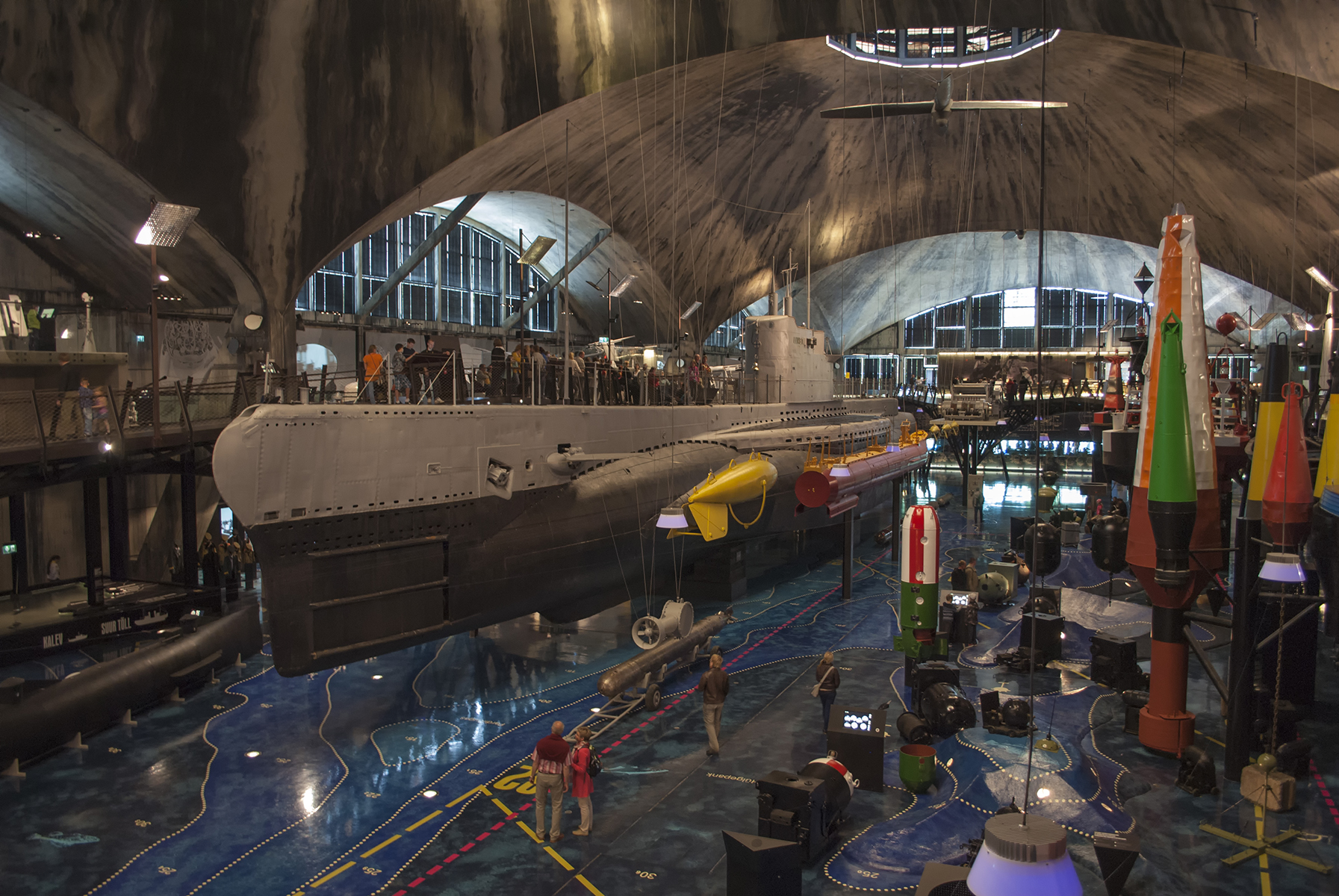
Ubåten Lembit inne i sjöflygplanshangaren i maj 2012
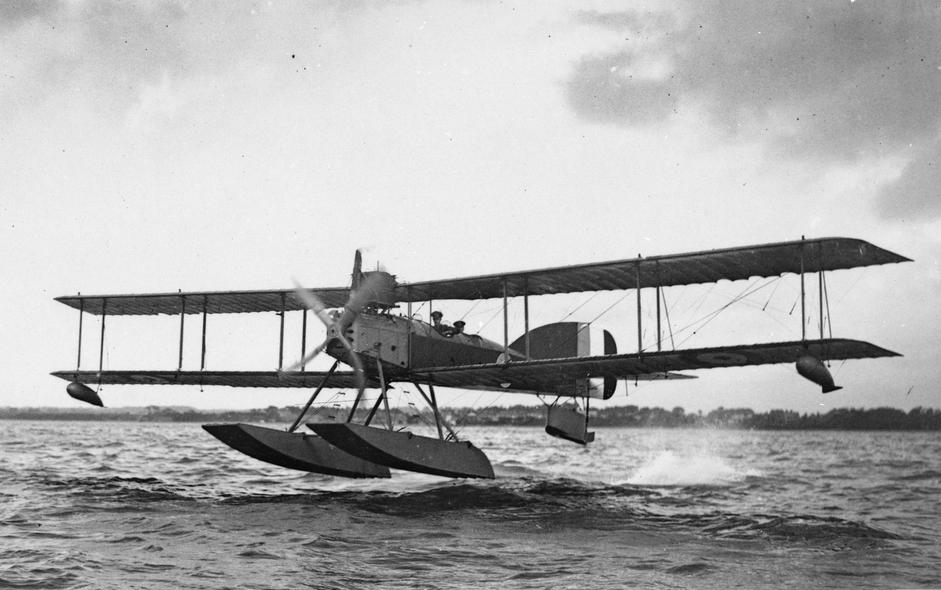
Torpedflygplanet Short Type 184